# Anastasio Somoza Debayle

Od lewej: Richard Nixon (prezydent Stanów Zjednoczonych), Anastasio Somoza Debayle, Alexander Haig (naczelny dowódca Połączonych Sił Zbrojnych NATO w Europie) na państwowym obiedzie; zdjęcie wykonane 2 czerwca 1971 przez Jacka E. Kightglingera.

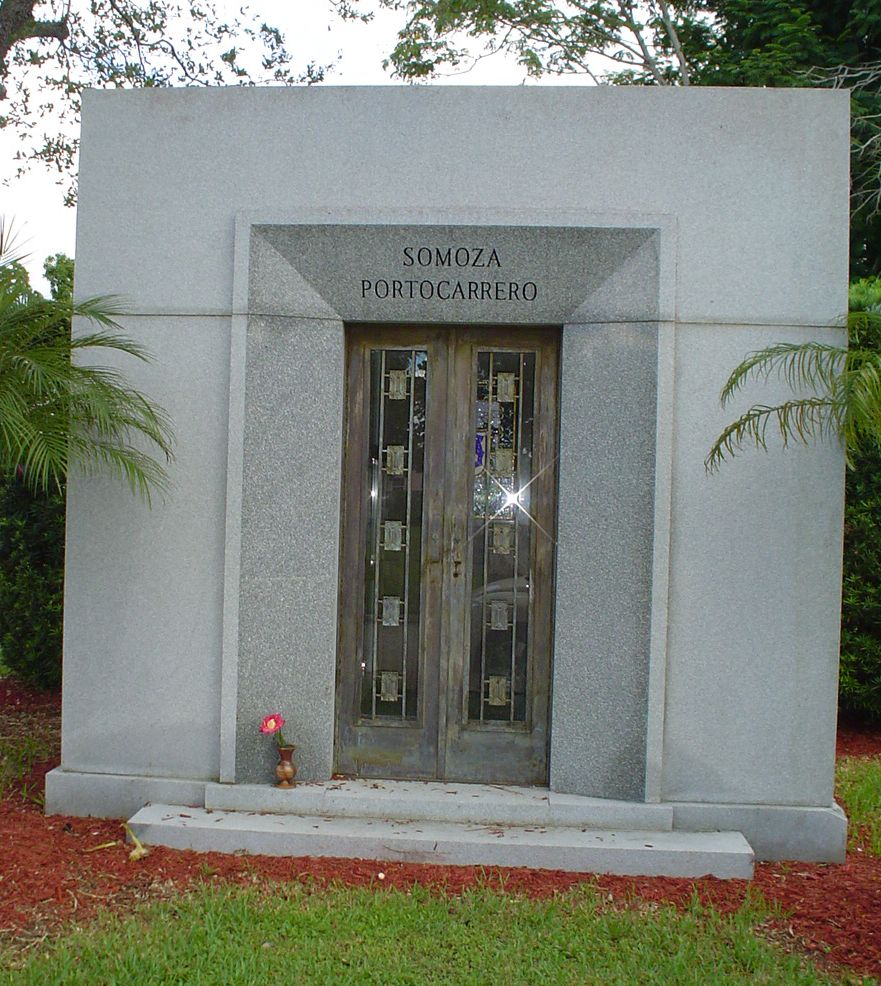
Miejsce pochówku Anastasio Somozy Debayle w Miami na Florydzie.

Anastasio Somoza Debayle, zwany Tachito (ur. 5 grudnia 1925 w León, zm. 17 września 1980 w Asunción) – nikaraguański generał i polityk skrajnie prawicowy, dwukrotny prezydent i dyktator Nikaragui, krewny dwóch innych dyktatorów tego kraju – syn Anastasio Somozy Garcii i młodszy brat Luisa Somozy Debayle; obalony przez rewolucję sandinistowską.

## Życiorys
Był drugim z trzech synów Anastasio Somozy Garcii. Jego matką była Salvadora Debayle. Ukończył szkołę w Managui oraz szkołę wojskową w Nowym Jorku. Do 1946 kształcił się w stopniu kapitana nikaraguańskiej Gwardii Narodowej w Akademii Wojskowej West Point w USA. Po powrocie do ojczyzny rozwijał karierę oficera. Początkowo pracował jako generalny inspektor odpowiedzialny za kształcenie młodych kadr. W 1947 dowodził strażą przyboczną ojca-prezydenta. Zdobył stopień majora i w 1948 objął kierownictwo Akademii Wojskowej w Nikaragui. W wieku 24 lat awansował do stopnia szefa sztabu generalnego. W 1956, gdy lewicowy poeta Rigoberto López Pérez zastrzelił jego ojca Anastasio Somozę Garcię, Debayle odziedziczył 150 milionów dolarów i stał się naczelnym dowódcą Gwardii Narodowej. Na 3 lata przed dojściem do władzy otrzymał najwyższą wojskową rangę – stopień generała dywizji. Dzielił dyktatorską władzę z bratem-prezydentem Luisem Somozą Debyale.
Po śmierci w 1966 tymczasowego prezydenta, Rene Schicka Gutierreza, Somoza Debayle kandydował z ramienia Liberalnej Partii Nacjonalistycznej Nikaragui. Po zwycięstwie w wyborach nie zredukował ogromnej korupcji, nepotyzmu i brutalnych represji. Przeobraził Gwardię Narodową we własną gwardię pałacową przejmując nad nią całkowitą kontrolę. Przy gospodarczej pomocy Stanów Zjednoczonych prowadził życie w zbytku, podczas gdy ludności (zwłaszcza wiejskiej) przeważnie brakowało środków do życia. W znacznym stopniu nadzorował nowo powstające stacje telewizyjne. W rękach Somozów znajdowały się zarówno najważniejsze gałęzie przemysłu, jak i sieci wielkich domów handlowych w kraju.
W 1971 zawarł porozumienie z opozycyjną Partią Konserwatywną: przekazał jej członkom 40% miejsc w parlamencie, w zamian za zapewnienie sobie następnego wyboru na stanowisko prezydenta. Naśladował przy tym zabitego w 1956 ojca-dyktatora, który również prowadził podobne rokowania z konserwatywnym przywódcą Emiliano Chamorro Vargasem. Zgodnie z konstytucją, w 1972 miała upłynąć jego kadencja. Somoza Debayle wyznaczył nowych członków Zgromadzenia Konstytucyjnego, a datę kolejnych wyborów przełożono na rok 1974. Do tego czasu dyktator sprawował nieoficjalną władzę w państwie przy pomocy junty wojskowej. Powrócił na urząd po przyjęciu nowej konstytucji. Złamanie konstytucji i trudna sytuacja ekonomiczna kraju spowodowały wzrost popularności opozycji. Największe poparcie zyskiwali sandiniści (FSLN), ruch o orientacji lewicowej, który przeprowadzał partyzanckie akcje antyrządowe. 
W 1972 miało miejsce potężne trzęsienie ziemi, które zmieniło Managuę – stolicę Nikaragui – w ruinę. Wtedy to Somoza Debayle sprzeniewierzył pomoc pieniężną płynącą z całego świata na odbudowę miasta, przejmując kontrolę nad pomocą zagraniczną napływającą do Nikaragui. Wykorzystał zdobyte w ten sposób fundusze do rozwinięcia swoich różnorakich gospodarczych przedsięwzięć. Przedsiębiorstwa powiązane z rodziną Somozy prowadziły działalność we wszystkich praktycznie dziedzinach gospodarki. Były nimi rynek nieruchomości, finansowy, ubezpieczeniowy, prasy i telewizji, budownictwo, rybołówstwo, przemysł przetwórczy, transportowy, turystyczny, chemiczny i bankowość. Rodzina Somozów była posiadaczami blisko połowy ziemi w Nikaragui, z których jedną czwartą stanowiły najlepsze grunty do uprawy. W 1979 sam Anastasio Somoza Debayle był posiadaczem około 900 milionów dolarów.
Okres lat 70. w Nikaragui charakteryzowało spotęgowanie nastrojów opozycyjnych przeciwko polityce Anastasio Somozy Debayle. W 1974 po raz trzeci dyktator objął urząd prezydenta, na co lewicowy ruch tzw. sandinistów przystąpił do zmasowanej walki partyzanckiej. Reagując na to, prezydent ogłosił w grudniu 1974 stan wyjątkowy. Obowiązywał on do września 1977 roku. Prześladowanie opozycjonistów pochłonęło wiele ofiar, przede wszystkim wśród ludności wiejskiej. Po zamordowaniu przez członków Gwardii Narodowej Pedro Joaquina Chamorro Cardenala, popularnego polityka i przeciwnika Somozów, zwolennicy FSLN zaatakowali Pałac Narodowy w Managui. Oddziały rządowe w krótkim czasie stłumiły rozruchy. Nie powstrzymało to jednak wybuchu powstania narodowego. Stany Zjednoczone wstrzymały pomoc militarno-gospodarczą dla Anastasio Somozy Debayle. W maju 1979 sandiniści ogłosili na terenie całego kraju strajk generalny i zwyciężyli w wojnie domowej, podczas której zginęło ok. 50 tys. ludzi (wliczając także masowe mordy dokonane przez członków Gwardii).
Wskutek nacisków ze strony opozycji i sukcesów partyzantów sandinistowskich obalony prezydent wyemigrował z pomocą Amerykanów do Miami na Florydzie, a w sierpniu 1979 – do Asunción w Paragwaju (azylu udzielił mu dyktatorski prezydent Alfredo Stroessner). Tam został zamordowany 17 września 1980 przez guerillerosa Enrique Gorriarán Merlo, który działał na polecenie nikaraguańskiego Ministerstwa Spraw Wewnętrznych: Somoza zginął na miejscu, gdy jego samochód ostrzelano. Olbrzymi majątek dyktatora, o wartości około pół miliarda dolarów, który Somoza ulokował za granicą został przez nowy rząd upaństwowiony.